# Українська Військова Громада у Херсоні

Заклик до українських вояків у газеті «Родной край». Квітень 1917 року

Українська Військова Громада — об'єднання українських воїнів, засноване у м. Херсоні 18 травня 1917 року. Займалось виховно-просвітницькою діяльністю. Засновниками УВГ були такі особи: (Виконавчий комітет товариства)
- чиновник Малеча
- прапорщик Пхіденко
- прапорщик Шуміло
- солдат Фенченко
- солдат Іванів
- чиновник Емець
- прапорщик Квендвенко
- солдат Бабич
- солдат Свинаренко
- прапорщик Клеоповський
- солдат Москаленко
- солдат Костованський

(кандидати)
- солдат Гусач
- солдат Фадєїв
- солдат Данілів
- солдат Сидорець
- солдат Плужник[1]